# La Marche
La Marche é uma comuna francesa na região administrativa de Borgonha-Franco-Condado, no departamento de Nièvre. Estende-se por uma área de 10,87 km². Em 2010 a comuna tinha 579 habitantes (densidade: 53,3 hab./km²).